# Акмурунська сільська рада
Акмуру́нська сільська рада (рос. Акмурунский сельский совет) — муніципальне утворення у складі Баймацького району Башкортостану, Росія. Адміністративний центр — село Акмурун.

## Населення
Населення — 2893 особи (2019, 3000 в 2010, 3207 в 2002).

## Склад
До складу поселення входять такі населені пункти:
| Населений пункт            | Населення, осіб (2002) | Населення, осіб (2010) |
| -------------------------- | ---------------------- | ---------------------- |
| Акмурун, село              | 1549                   | 1430                   |
| Актау, присілок            | 283                    | 266                    |
| Верхньомамбетово, присілок | 180                    | 162                    |
| Каратал, присілок          | 532                    | 512                    |
| Сайгафар, присілок         | 663                    | 630                    |